# Nagareyama
Nagareyama (Japans: 流山市, Nagareyama-shi) is een Japanse stad in het noordwesten van de prefectuur Chiba, gelegen aan de Edogawa op 30 km van Tokio. De stad vervult in de eerste plaats een woonstedelijke functie. Haar woonwijken zijn voornamelijk in het westen gesitueerd, waar tevens nog een belangrijk landbouwgebied bewaard bleef. Een traditionele nijverheid betreft de productie van mirin, een zoete sakevariant. Nagareyama verwierf in 1967 stadsstatus. De stad heeft een bevolking van ca. 152.007 inwoners en beslaat 35,28 km².